# Platysaurus torquatus
Platysaurus torquatus (смугаста пласка ящірка) — вид ящірок родини поясохвостів (Cordylidae). Мешкає в Південній Африці.

## Поширення і екологія
Смугасті пласкі ящірки поширені від північно-східного Зімбабве до центрального Мозамбіку і півдня Малаві. Вони живуть в тріщинах серед скель, оточених мезофільними саванами. Відкладають яйця, в кладці 2 яйця.